# 尾斑鈍鰕虎魚
尾斑鈍鰕虎魚，为輻鰭魚綱鰕虎鱼目鰕虎魚科鈍鰕虎魚屬的其中一種。

## 分布
本魚分布於太平洋區，包括臺灣、可可群島、菲律賓、印尼、澳洲、關島、薩摩亞群島、法屬波里尼西亞、斐濟、密克羅尼西亞、帛琉、日本、馬紹爾群島、新喀里多尼亞、泰國、新加坡、東加、萬那杜等海域。

## 深度
水深2至20公尺。

## 特徵
本魚體略呈圓柱狀，稍側扁；眼略突出，腹鰭癒合成吸盤。幼魚體色較淡，具4條鑲細藍邊的寬黑橫帶；特徵是鰓蓋後、第一背鰭與尾鰭各具一明顯黑圓斑。有時成魚後半部體色灰黑，背鰭硬棘7枚；背鰭軟條14枚；臀鰭硬棘1枚；臀鰭軟條14枚，體長可達15公分。

## 生態
本魚在礁岩或珊瑚礁外為的沙地掘洞居住，以寬大胸鰭支撐趴在沙地上棲息，不會離開洞穴太遠。屬肉食性，以小型底棲無脊椎動物為食。

## 經濟利用
可當作觀賞魚。

## 扩展阅读
維基物種上的相關：尾斑鈍鰕虎魚